# Champ Car 2007
La Champ Car 2007 è stata la ventinovesima ed ultima stagione della Champ Car, la quarta con questa denominazione. È iniziata l'8 aprile e si è conclusa l'11 novembre dopo 14 gare. Al termine della stagione è seguita una crisi che ha portato, nell'inverno 2007 - 2008, all'acquisto della serie da parte della rivale IRL di Tony George.
Il titolo piloti è stato vinto per la quarta volta consecutiva dal francese Sébastien Bourdais, mentre il premio come miglior debuttante dell'anno è andato all'olandese Robert Doornbos.

## Cambiamenti
- La Champ Car ha confermato l'utilizzo dei nuovi telai Panoz DP01 per la categoria per 3 anni a partire dal 2007, assicurando così un prosieguo al campionato. Questi telai avevano la caratteristica di costare poco, in modo da favorire un aumento dei team per la futura stagione.
- Ford ha annunciato che non avrebbe più marchiato i motori Cosworth. Mazda è stata confermata come nuova pace car.
- Tra la fine di agosto e l'inizio di settembre si corsero due gare europee, rispettivamente ad Assen (2 settembre) e a Zolder (9 settembre).
- La durata delle gare sono calcolate in tempo e non in giri. Per regolamento ogni gara deve durare 105 minuti (salvo diversa decisione dei commissari di gara). Il tempo si interrompe solo in caso di bandiera rossa.
- La Champ Car ha inoltre ottenuto un nuovo contratto con le reti televisive ABC, ESPN, ESPN2 per le dirette di tutte le gare, comprese quelle della Champ Car Atlantic Championship.

Al termine della stagione si è tentato di organizzare la nuova stagione 2008, ma quando tutto sembrava essere pronto è arrivata la notizia dell'acquisizione da parte della IRL con tutto ciò che ha comportato questo: perdita di un intero campionato, soppressione di molte gare storiche, molti piloti appiedati, un vasto numero di Panoz DP-01 nuove riciclate nella Super League Formula e molte scuderie che non hanno aderito alla IRL, in quanto Campionato con una filosofia differente dalla Champ Car. Dopo ventinove anni in cui si sono tenuti due campionati diversi, a partire dal 2008, si è tornati a disputare un solo campionato in Nord America.

## Piloti 2007
Tutte le squadre utilizzano un motore Cosworth 2,65 litri turbo V8, un telaio Panoz DP01 e pneumatici Bridgestone.
- Matthew Halliday ( Nuova Zelanda) - Conquest
- Jan Heylen ( Belgio) - Conquest
- Bruno Junqueira ( Brasile) - Coyne
- Katherine Legge ( Regno Unito) - Coyne
- Mario Dominguez ( Messico) - Forsythe/PKV/Pacific Coast
- Paul Tracy ( Canada) - Forsythe
- Oriol Servià ( Spagna) - Forsythe
- David Martínez ( Messico) - Forsythe
- Dan Clarke ( Regno Unito) - Minardi Team USA
- Robert Doornbos ( Paesi Bassi) - Minardi Team USA
- Sébastien Bourdais ( Francia) - Newman-Haas
- Graham Rahal ( Stati Uniti) - Newman-Haas
- Ryan Dalziel ( Regno Unito) - Pacific Coast
- Alex Figge ( Stati Uniti) - Pacific Coast
- Roberto Moreno ( Brasile) - Pacific Coast
- Tristan Gommendy ( Francia) - PKV Racing
- Neel Jani ( Svizzera) - PKV Racing
- Alex Tagliani ( Canada) - R-Sports
- Justin Wilson ( Regno Unito) - R-Sports
- Simon Pagenaud ( Francia) - Team Australia
- Will Power ( Australia) - Team Australia

## Calendario
1.  Las Vegas, Nevada - 8 aprile
2.  Long Beach, California - 15 aprile
3.  Houston, Texas - 22 aprile
4.  Portland, Oregon - 10 giugno
5.  Cleveland, Ohio - 24 giugno
6.  Mont-Tremblant, Québec - 1º luglio
7.  Toronto, Ontario - 8 luglio
8.  Edmonton, Alberta - 22 luglio
9.  San Jose, California - 29 luglio
10.  Road America, Elkhart Lake, Wisconsin - 12 agosto
11.  Zolder, Belgio - 26 agosto
12.  Assen, Paesi Bassi - 2 settembre
13.  Surfers Paradise, Australia - 21 ottobre
14.  Autodromo Hermanos Rodríguez, Città del Messico, Messico - 11 novembre
- Tutte le gare si corrono su tracciati stradali/cittadini.
- Il Gran Premio di Denver è stato annullato il 1 febbraio 2007.
- Il Gran Premio Cinese, dopo essere stato posticipato, è stato annullato il 2 aprile dopo che la FIA ha respinto la proposta di sostituzione della data da parte della Champ Car.
- Il Gran Premio di Arizona è stato annullato il 29 agosto.

## Gare
La prima gara della stagione si è corsa sul cittadino di Las Vegas ed è stata vinta da Will Power, che ha preceduto Robert Doornbos e Paul Tracy. Nelle due successive gare, disputatesi a Long Beach e Houston pronto riscatto per il campione Sebastien Bourdais che si aggiudica entrambe le prove. Da segnalare un serio incidente occorso a Paul Tracy durante le libere del secondo GP che costringerà il pilota canadese a restare lontano dai campi di gara per un po' di tempo.
01. Las Vegas ( Stati Uniti) (06-08/04/2007)
Polesitter: Will Power ( Australia) (Team Australia) in 1'17.629
Ordine d'arrivo: (68 giri)
1. Will Power ( Australia) (Team Australia) in 1h45'13.637
2. Robert Doornbos ( Paesi Bassi) (Minardi Team USA) a 16"787
3. Paul Tracy ( Canada) (Forsythe) a 27"356
4. Alex Tagliani ( Canada) (R-Sports) a 48"980
5. Tristan Gommendy ( Francia) (PKV) a 1'10"395
6. Katherine Legge ( Regno Unito) (Coyne) a 1'21"260
7. Bruno Junqueira ( Brasile) (Coyne) a 1 giro
8. Alex Figge ( Stati Uniti) (Pacific Coast) a 5 giri
9. Mario Dominguez ( Messico) (Forsythe) a 11 giri

02. Long Beach ( Stati Uniti) (13-15/04/2007)
Polesitter: Sébastien Bourdais ( Francia) (Newman-Haas) in 1'07.546
Ordine d'arrivo: (78 giri - 247,036 km)
1. Sébastien Bourdais ( Francia) (Newman-Haas) in 1h40'43.975
2. Oriol Servià ( Spagna) (Forsythe) a 2"614
3. Will Power ( Australia) (Team Australia) a 3"866
4. Justin Wilson ( Regno Unito) (R-Sports) a 5"325
5. Alex Tagliani ( Canada) (R-Sports) a 6"179
6. Bruno Junqueira ( Brasile) (Coyne) a 6"394
7. Neel Jani ( Svizzera) (PKV) a 7"710
8. Graham Rahal ( Stati Uniti) (Newman-Haas) a 8"267
9. Ryan Dalziel ( Regno Unito) (Pacific Coast) a 8"362
10. Katherine Legge ( Regno Unito) (Coyne) a 9"886

03. Houston ( Stati Uniti) (20-22/04/2007)
Polesitter: Will Power ( Australia) (Team Australia) in 57.405
Ordine d'arrivo: (93 giri - 254,076 km)
1. Sébastien Bourdais ( Francia) (Newman-Haas) in 1h45'32.136
2. Graham Rahal ( Stati Uniti) (Newman-Haas) a 4"818
3. Robert Doornbos ( Paesi Bassi) (Minardi Team USA) a 7"060
4. Oriol Servià ( Spagna) (Forsythe) a 8"743
5. Simon Pagenaud ( Francia) (Team Australia) a 9"453
6. Mario Dominguez ( Messico) (Forsythe) a 19"078
7. Bruno Junqueira ( Brasile) (Coyne) a 19"780
8. Ryan Dalziel ( Regno Unito) (Pacific Coast) a 20"329
9. Alex Tagliani ( Canada) (R-Sports) a 25"062
10. Justin Wilson ( Regno Unito) (R-Sports) a 28"539

04. Portland ( Stati Uniti) (08-10/06/2007)
Polesitter: Justin Wilson ( Regno Unito) (R-Sports) in 58.000
Ordine d'arrivo: (103 giri - 325,995 km)
1. Sébastien Bourdais ( Francia) (Newman-Haas) in 1h45'42.774
2. Justin Wilson ( Regno Unito) (R-Sports) a 13"537
3. Robert Doornbos ( Paesi Bassi) (Minardi Team USA) a 35"151
4. Will Power ( Australia) (Team Australia) a 43"338
5. Alex Tagliani ( Canada) (R-Sports) a 1'01"396
6. Dan Clarke ( Regno Unito) (Minardi Team USA) a 1'02"044
7. Tristan Gommendy ( Francia) (PKV) a 1 giro
8. Simon Pagenaud ( Francia) (Team Australia) a 1 giro
9. Graham Rahal ( Stati Uniti) (Newman-Haas) a 1 giro
10. Paul Tracy ( Canada) (Forsythe) a 1 giro

05. Cleveland ( Stati Uniti) (22-24/06/2007)
Polesitter: Sébastien Bourdais ( Francia) (Newman-Haas) in 56.363
Ordine d'arrivo: (89 giri - 301,621 km)
1. Paul Tracy ( Canada) (Forsythe) in 1h45'10.860
2. Robert Doornbos ( Paesi Bassi) (Minardi Team USA) a 0"513
3. Neel Jani ( Svizzera) (PKV) a 5"405
4. Justin Wilson ( Regno Unito) (R-Sports) a 5"949
5. Simon Pagenaud ( Francia) (Team Australia) a 6"311
6. Alex Tagliani ( Canada) (R-Sports) a 17"750
7. Oriol Servià ( Spagna) (Forsythe) a 23"654
8. Graham Rahal ( Stati Uniti) (Newman-Haas) a 24"690
9. Ryan Dalziel ( Regno Unito) (Pacific Coast) a 27"817
10. Will Power ( Australia) (Team Australia) a 55"211

06. Mont-Tremblant ( Canada) (29/06-01/07/2007)
Polesitter: Tristan Gommendy ( Francia) (PKV) in 1'16.776
Ordine d'arrivo: (62 giri - 265,670 km)
1. Robert Doornbos ( Paesi Bassi) (Minardi Team USA) in 1h45'41.899
2. Sébastien Bourdais ( Francia) (Newman-Haas) a 2"889
3. Will Power ( Australia) (Team Australia) a 7"310
4. Simon Pagenaud ( Francia) (Team Australia) a 10"563
5. Justin Wilson ( Regno Unito) (R-Sports) a 11"289
6. Neel Jani ( Svizzera) (PKV) a 12"347
7. Graham Rahal ( Stati Uniti) (Newman-Haas) a 12"791
8. Alex Tagliani ( Canada) (R-Sports) a 13"423
9. Oriol Servià ( Spagna) (Forsythe) a 26"742
10. Ryan Dalziel ( Regno Unito) (Pacific Coast) a 32"949

07. Toronto ( Canada) (06-08/07/2007)
Polesitter: Sébastien Bourdais ( Francia) (Newman-Haas) in 58.288
Ordine d'arrivo: (73 giri - 202,210 km)
1. Will Power ( Australia) (Team Australia) in 1h45'58.568
2. Neel Jani ( Svizzera) (PKV) a 2"972
3. Justin Wilson ( Regno Unito) (R-Sports) a 3"480
4. Simon Pagenaud ( Francia) (Team Australia) a 5"643
5. Bruno Junqueira ( Brasile) (Coyne) a 20"738
6. Robert Doornbos ( Paesi Bassi) (Minardi Team USA) a 1 giro
7. Ryan Dalziel ( Regno Unito) (Pacific Coast) a 1 giro
8. Alex Tagliani ( Canada) (R-Sports) a 2 giri
9. Sébastien Bourdais ( Francia) (Newman-Haas) a 6 giri
10. Oriol Servià ( Spagna) (Forsythe) a 17 giri

08. Edmonton ( Canada) (20-22/07/2007)
Polesitter: Will Power ( Australia) (Team Australia) in 58.403
Ordine d'arrivo: (96 giri - 304,800 km)
1. Sébastien Bourdais ( Francia) (Newman-Haas) in 1h45'41.963
2. Justin Wilson ( Regno Unito) (R-Sports) a 3"947
3. Graham Rahal ( Stati Uniti) (Newman-Haas) a 6"645
4. Simon Pagenaud ( Francia) (Team Australia) a 24"808
5. Paul Tracy ( Canada) (Forsythe) a 28"144
6. Oriol Servià ( Spagna) (Forsythe) a 30"015
7. Bruno Junqueira ( Brasile) (Coyne) a 30"704
8. Dan Clarke ( Regno Unito) (Minardi Team USA) a 35"333
9. Neel Jani ( Svizzera) (PKV) a 37"782
10. Jan Heylen ( Belgio) (Conquest) a 58"747

09. San Jose ( Stati Uniti) (27-29/07/2007)
Polesitter: Justin Wilson ( Regno Unito) (R-Sports) in 49.039
Ordine d'arrivo: (107 giri - 276,809 km)
1. Robert Doornbos ( Paesi Bassi) (Minardi Team USA) in 1h45'07.617
2. Neel Jani ( Svizzera) (PKV) a 6"144
3. Oriol Servià ( Spagna) (Forsythe) a 6"904
4. Will Power ( Australia) (Team Australia) a 7"487
5. Sébastien Bourdais ( Francia) (Newman-Haas) a 8"033
6. Graham Rahal ( Stati Uniti) (Newman-Haas) a 9"599
7. Bruno Junqueira ( Brasile) (Coyne) a 13"950
8. Tristan Gommendy ( Francia) (PKV) a 19"237
9. Simon Pagenaud ( Francia) (Team Australia) a 23"428
10. Jan Heylen ( Belgio) (Conquest) a 28"531

10. Elkhart Lake ( Stati Uniti) (10-12/08/2007)
Polesitter: Sébastien Bourdais ( Francia) (Newman-Haas) in 1'41.535
Ordine d'arrivo: (53 giri - 345,242 km)
1. Sébastien Bourdais ( Francia) (Newman-Haas) in 1h40'58.596
2. Dan Clarke ( Regno Unito) (Minardi Team USA) a 9"752
3. Graham Rahal ( Stati Uniti) (Newman-Haas) a 12"207
4. Oriol Servià ( Spagna) (Forsythe) a 20"861
5. Alex Tagliani ( Canada) (R-Sports) a 50"704
6. Jan Heylen ( Belgio) (Conquest) a 1'00"053
7. Tristan Gommendy ( Francia) (PKV) a 1'02"342
8. Justin Wilson ( Regno Unito) (R-Sports) a 1'02"961
9. Bruno Junqueira ( Brasile) (Coyne) a 1'04"525
10. Neel Jani ( Svizzera) (PKV) a 1'12"967

11. Zolder ( Belgio) (24-26/08/2007)
Polesitter: Sébastien Bourdais ( Francia) (Newman-Haas) in 1'12.821
Ordine d'arrivo:
1. Sébastien Bourdais ( Francia) (Newman-Haas) in 1h45'21.997
2. Bruno Junqueira ( Brasile) (Coyne) a 13"655
3. Graham Rahal ( Stati Uniti) (Newman-Haas) a 14"458
4. Will Power ( Australia) (Team Australia) a 15"147
5. Justin Wilson ( Regno Unito) (R-Sports) a 15"972
6. Oriol Servià ( Spagna) (Forsythe) a 17"150
7. Robert Doornbos ( Paesi Bassi) (Minardi Team USA) a 18"369
8. Neel Jani ( Svizzera) (PKV) a 19"073
9. Alex Tagliani ( Canada) (R-Sports) a 23"834
10. Paul Tracy ( Canada) (Forsythe) a 24"501

12. Assen ( Paesi Bassi) (30/08-02/09/2007)
Polesitter: Sébastien Bourdais ( Francia) (Newman-Haas) in 1'18.765
Ordine d'arrivo:
1. Justin Wilson ( Regno Unito) (R-Sports)
2. Jan Heylen ( Belgio) (Conquest)
3. Bruno Junqueira ( Brasile) (Coyne)
4. Tristan Gommendy ( Francia) (PKV)
5. Neel Jani ( Svizzera) (PKV)
6. Simon Pagenaud ( Francia) (Team Australia)
7. Sébastien Bourdais ( Francia) (Newman-Haas)
8. Oriol Servià ( Spagna) (Forsythe)
9. Graham Rahal ( Stati Uniti) (Newman-Haas)
10. Ryan Dalziel ( Regno Unito) (Pacific Coast)

13. Gold Coast ( Australia) (19-21/10/2007)
Polesitter: Will Power ( Australia) (Team Australia) in 1:30.054
Ordine d'arrivo:
1. Sébastien Bourdais ( Francia) (Newman-Haas)
2. Justin Wilson ( Regno Unito) (R-Sports)
3. Bruno Junqueira ( Brasile) (Coyne)
4. Robert Doornbos ( Paesi Bassi) (Minardi Team USA)
5. Simon Pagenaud ( Francia) (Team Australia)
6. Nelson Philippe ( Francia) (Conquest)
7. Alex Tagliani ( Canada) (R-Sports)
8. Neel Jani ( Svizzera) (PKV)
9. Paul Tracy ( Canada) (Forsythe)
10. David Martínez ( Messico) (Forsythe)

14. Città del Messico ( Messico) (09-11/11/2007)
Polesitter: Will Power ( Australia) (Team Australia) in 1:23.558
Ordine d'arrivo:
1. Sébastien Bourdais ( Francia) (Newman-Haas)
2. Will Power ( Australia) (Team Australia)
3. Oriol Servià ( Spagna) (PKV)
4. Graham Rahal ( Stati Uniti) (Newman-Haas)
5. Paul Tracy ( Canada) (Forsythe)
6. Simon Pagenaud ( Francia) (Team Australia)
7. Bruno Junqueira ( Brasile) (Coyne)
8. Mario Dominguez ( Messico) (Pacific Coast)
9. Neel Jani ( Svizzera) (PKV)
10. Justin Wilson ( Regno Unito) (R-Sports)

## Classifica finale
1. Sébastien Bourdais ( Francia) - Newman-Haas 364
2. Justin Wilson ( Regno Unito) - R-Sports 281
3. Robert Doornbos ( Paesi Bassi) - Minardi Team USA 268
4. Will Power ( Australia) - Team Australia 262
5. Graham Rahal ( Stati Uniti) - Newman-Haas 243
6. Oriol Servià ( Spagna) - Forsythe 237
7. Bruno Junqueira ( Brasile) - Coyne 233
8. Simon Pagenaud ( Francia) - Team Australia 232
9. Neel Jani ( Svizzera) - PKV Racing 231
10. Alex Tagliani ( Canada) - R-Sports 205
11. Paul Tracy ( Canada) - Forsythe 171
12. Tristan Gommendy ( Francia) - PKV Racing 140
13. Dan Clarke ( Regno Unito) - Minardi Team USA 129
14. Ryan Dalziel ( Regno Unito) - Pacific Coast 116
15. Katherine Legge ( Regno Unito) - Coyne 108
16. Jan Heylen ( Belgio) - Conquest 104
17. Alex Figge ( Stati Uniti) - Pacific Coast 95
18. Mario Dominguez ( Messico) - Forsythe/PKV/Pacific Coast 78
19. Nelson Philippe ( Francia) Conquest 28
20. David Martínez ( Messico) Forsythe 18
21. Matthew Halliday ( Nuova Zelanda) - Conquest 18
22. Roberto Moreno ( Brasile) - Pacific Coast 9